# Almanach (GNSS)
Als Almanach bezeichnet man bei einem Globalen Navigationssatellitensystem (GNSS, z. B. GPS) eine Liste mit Bahndaten der Satelliten, die  weniger genau, aber länger gültig sind als die Ephemeriden (ergänzt um Informationen über die Integrität der ausgestrahlten Signale).
Die Almanach-Daten sind nicht notwendig, aber nützlich, denn sie beschleunigen beim Einschalten des Empfängers die Suche nach den Satellitensignalen, indem der zu durchsuchende Bereich eingegrenzt wird. Dabei geht es nicht um eine Suche der Satelliten am Himmel, sondern im zweidimensionalen Raum der Frequenzabweichung. Dieser ergibt sich einerseits durch den Dopplereffekt und andererseits durch die zeitliche Verschiebung zwischen gesendeten und im Empfänger generierten pseudozufälligen Codefolgen. Des Weiteren wird der Almanach, der auch im Internet zur Verfügung steht, zur Planung von GNSS-Sessions benutzt, z. B. um zu ermitteln, ob und wann auf einem Punkt der Erdoberfläche besonders gute Ergebnisse erzielt werden können.
Jeder Satellit sendet neben den zur Verwendung seiner Signale nötigen hochgenauen eigenen Bahndaten, den Ephemeriden, auch die Almanach-Daten aller Satelliten des Systems, allerdings in einem längeren Zyklus. Moderne GNSS-Empfänger speichern diese Daten und verringern so die Zeit, bis die erste Positionsbestimmung verfügbar ist. Der Vorteil hängt ab von der Dauer, in der das Gerät keinen Empfang hatte. Die jeweils aktuellen Daten sind auch im Internet erhältlich und können bei entsprechend programmierten Geräten per USB-Kabel oder durch einen kostenpflichtigen Dienst per Mobilfunk in das Gerät geladen werden (A-GPS).